# بلدة هاميلتون (ميزوري)
بلدة هاميلتون هي واحدة من اثني عشر بلدة في مقاطعة كالدويل التابعة لولاية ميزوري في الولايات المتحدة الأمريكية. حسب تعداد الولايات المتحدة 2000 كان عدد سكانها 2,362 نسمة.
أنشأت بلدة هاميلتون في عام 1867.

## الجغرافيا
تغطي بلدة هاميلتون مساحة قدرها 34.9 ميل مربع (90 كـم2) وتحتوي على مستوطنة مدمجة واحدة هي هاميلتون. وفيها مقبرتان: بومان وهاي لاند.

## النقل
تحتوي البلدة على مطار أو موقع هبوط واحد.

## وصلات خارجية
- US-Counties.com
- City-Data.com